# ترینویلرسهاگن
ترینویلرسهاگن (به آلمانی: Trinwillershagen) یک شهر در آلمان است که در فرپومرن-روگن واقع شده‌است. ترینویلرسهاگن ۱٬۳۳۳ نفر جمعیت دارد.